# ان-استیل‌گلوتامیک اسید
ان-استیل‌گلوتامیک اسید (به انگلیسی: N-Acetylglutamic acid) یک ترکیب شیمیایی با شناسه پاب‌کم ۱۸۵ است که از بیوسنتز اسید گلوتامیک و استیل-کوآ ایجاد میشود. 